# Alejandro Machado
Alejandro José Machado (Caracas, Distrito Federal, Venezuela, 26 de abril de 1982) es un beisbolista venezolano, jardinero de campo corto que juega para los Minnesota Twins en las Grandes Ligas de Béisbol y para los Leones del Caracas en la Liga Venezolana de Béisbol Profesional. Es un bateador ambidiestro que lanza la pelota con la derecha. 
Prospecto que comenzó desde pequeño a jugar en su colegio (U. E. Santo Tomás de Villanueva) en Las Mercedes, Caracas. Siempre demostró ser un gran fanático del deporte y seguidor de los Leones del Caracas. En su país, jugó en los Leones del Caracas en la Liga Venezolana de Béisbol Profesional, equipo con el que se coronó campeón de la liga en el año 2006. Otro de sus momentos memorables fue cuando en la temporada 2002-2003 en la mitad de un juego Caracas-La Guaira recibió el guante de Omar Vizquel y Omar dijo que el (Vizquel) le daba su puesto en los Leones del Caracas. Durante la temporada regular de ese año tuvo muchas más oportunidades que lo llevaron a ser pieza clave en la postemporada (Round Robin) y en la victoria ante los Tigres de Aragua en la final. Lamentablemente una lesión evitó que su actuación en la Serie del Caribe en la que los Leones también resultaron campeones. También jugó en ligas menores en la organización de los Expos en 2004, Machado hizo su debut en las Grandes Ligas el 2 de septiembre de 2005 con su nuevo equipo el Boston Red Sox.
También militó con los Tiburones de La Guaira tras ser dejado en libertad por los Leones del Caracas en el año 2009. Más tarde, los Tiburones también lo dejan libre, por lo que actualmente no milita con ningún equipo.